# 思明区
思明区是福建省厦门市所辖的一个市辖区，是厦门市的经济、政治、文化、金融中心，位于厦门岛南端，北面与湖里区毗邻。

## 历史

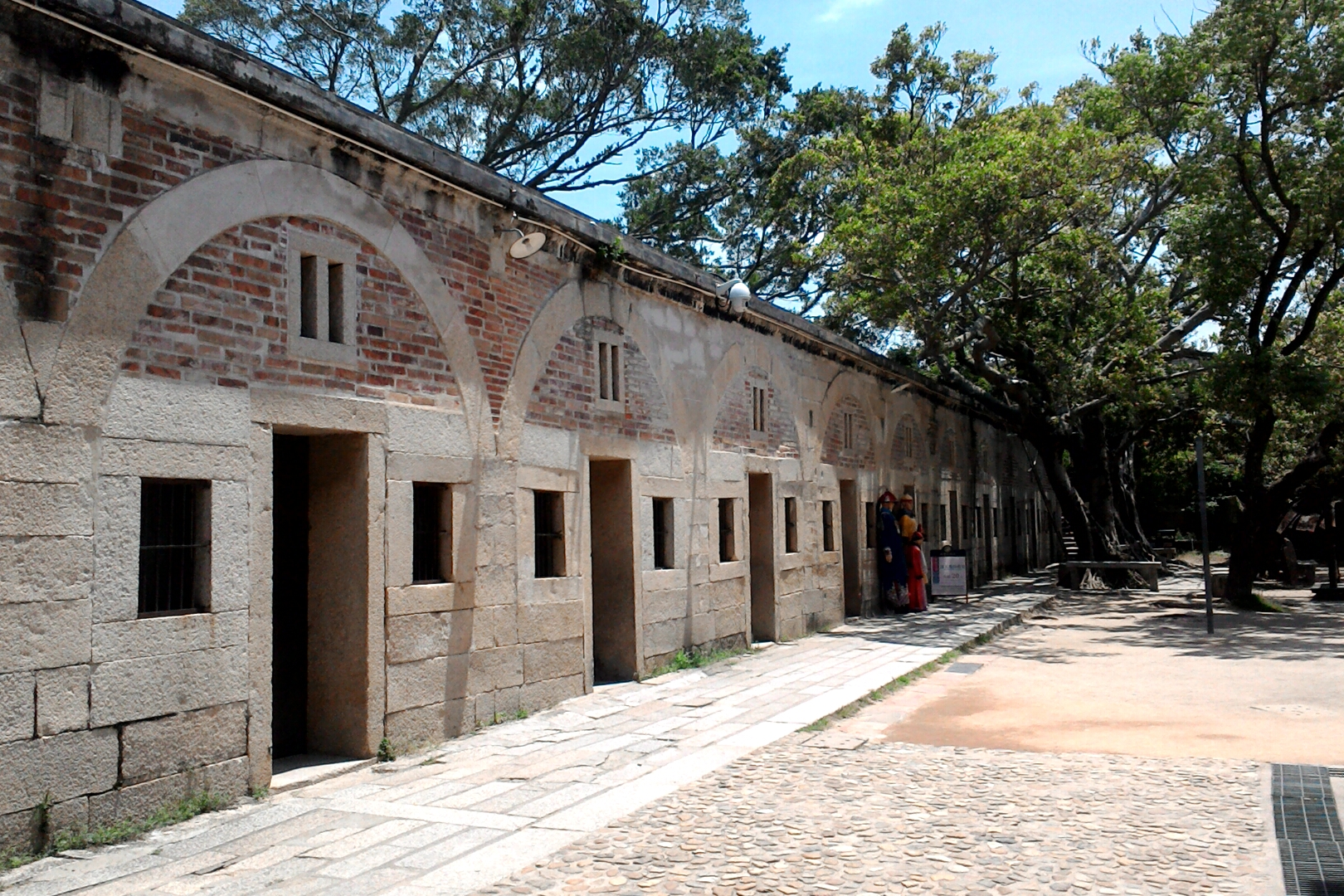
胡里山炮台西營房

晋太康三年（282年）置同安县，现思明区属之。至1912年思明县自同安县析出为止，今思明区辖域皆属同安县绥德乡嘉禾里。
“思明”一词，源于郑成功时期的思明州，1650年，郑成功屯兵厦门，改同安县绥德乡嘉禾里为思明州（嘉禾里当时的行政建制包含整个厦门岛），即“思念明朝”之意。康熙十九年（1680年）废思明州，复为嘉禾里。
1912年内，嘉禾里与同安县绥德乡翔风里之大小金门岛、大小嶝岛、角屿等从同安县析出，设置思明县。1914年，大小金门岛、大小嶝岛、角屿等从思明县析出设置金门县。
1946年6月1日，厦西区和厦南区合并为中心区。1948年3月，中心区拆分出开元区；同年10月，中心区改名为思明区。1966年“文化大革命”开始后，思明区改名为向阳区；1979年8月，复称思明区。改革开放后，思明区辖境逐渐扩大。
2003年，撤销开元区、鼓浪屿区，并入思明区，遂成今日格局。

## 人口
根據第七次全国人口普查數據，截至2020年11月1日零時，思明區常住人口為1073315人。

## 行政区划
思明区下辖10个街道：
厦港街道、中华街道、滨海街道、鹭江街道、开元街道、梧村街道、筼筜街道、莲前街道、嘉莲街道和鼓浪屿街道。

## 教育
辖区内有许多知名学校，具体如下：
- 厦门大学
- 厦门一中
- 双十中学
- 外国语学校
- 科技中学
- 厦门六中

## 文化
思明区的講古 (閩南)被列入国家级非物质文化遗产名录。

## 交通

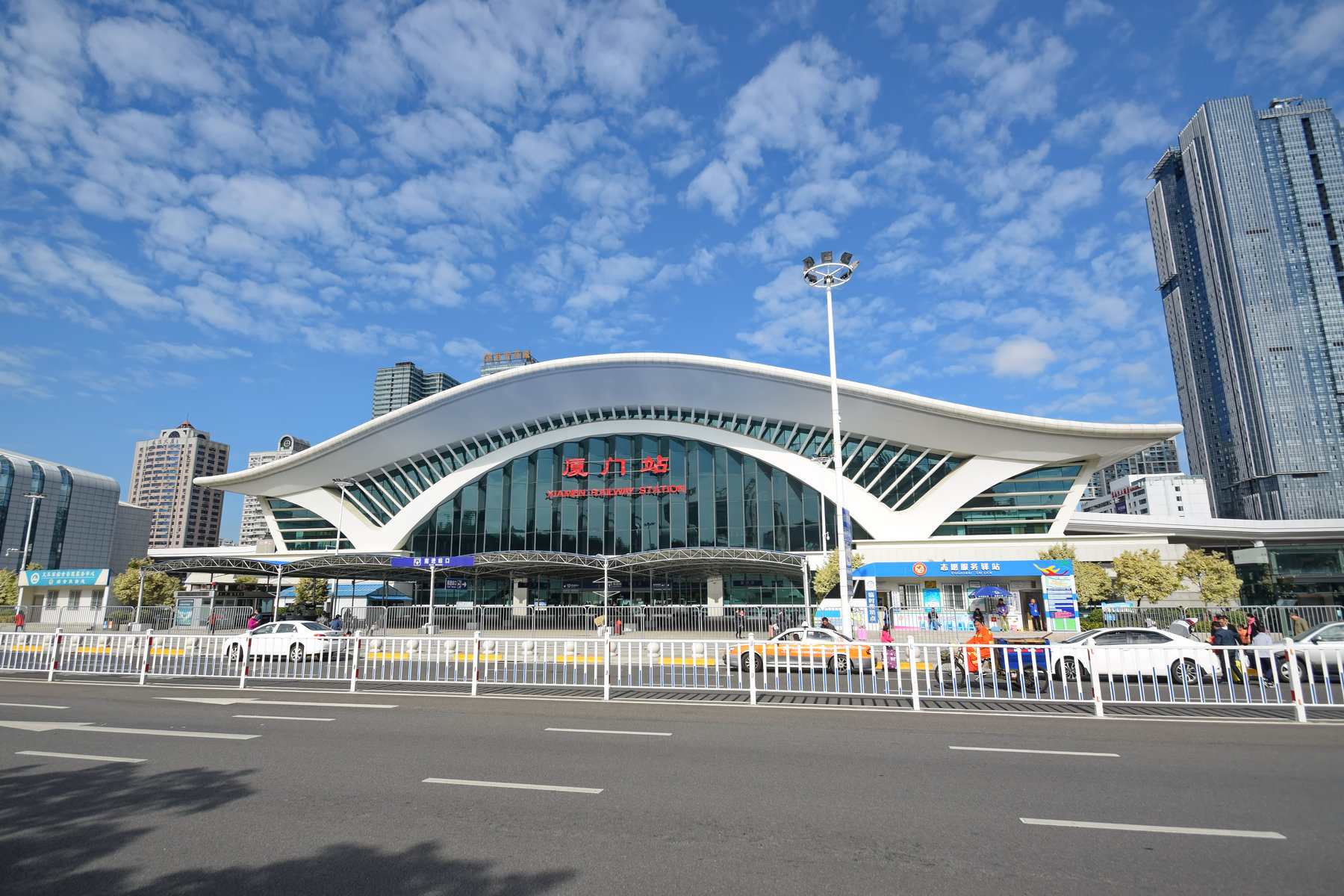
厦门站南广场，可乘坐地铁3号线抵达

### 铁路
- 厦门站

### 廈門地鐵
- 廈門地鐵1號線（廈門地鐵1號線鎮海路站到岩內站啟用於2017年12月31日，以下车站位於廈門市思明区境內）：
  - 鎮海路站
  - 中山公園站
  - 將軍祠站
  - 文灶站
  - 湖濱東路站
  - 蓮坂站
  - 蓮花路口站
  - 呂厝站
- 廈門地鐵2號線（廈門地鐵2號線天竺山站到五缘湾站啟用於2019年12月25日，以下车站位於廈門市思明区境內）：
  - 邮轮中心站
  - 建業路
  - 湖滨中路站
  - 體育中心站
  - 育秀东路站
  - 呂厝站
  - 江頭站
  - 后埔站
  - 蔡塘站
  - 古地石站
  - 岭兜站
  - 软件园二期站
  - 何厝站
  - 觀音山站
- 廈門地鐵3號線（廈門地鐵3號線廈門火車站至蔡厝站啟用於2021年6月25日。）
  - 廈門火車站
  - 湖濱東路站
  - 體育中心站

### 廈門快速公交
- 廈門BRT1號線、2號線、3號線、7號線以及8號線（以下站点位于厦门市思明区境内）
  - 第一码头站
  - 开禾路口站
  - 思北站
  - 斗西路站
  - 二市站
  - 文灶站
  - 金榜公园站
  - 文灶站
  - 莲坂站

## 友好城市
截至2007年10月31日，思明区已经与1个国家建立了1对国际友好城市关系。
| 友好城市                   | 结好时间      | 签字地点 |
| -------------------------- | ------------- | -------- |
| 萨拉索市（美国佛罗里达州） | 2007年11月9日 | 萨拉索市 |